# Jaime Duque Correa
Jaime Enrique Duque Correa MXY (ur. 4 kwietnia 1943 w Medellín, zm. 14 kwietnia 2013 tamże) – kolumbijski duchowny katolicki, biskup El Banco w latach 2006-2013.

## Życiorys
Święcenia kapłańskie przyjął 14 lipca 1967 w zgromadzeniu ksawerian z Yarumal. Pracował w zakonnych parafiach na terenie Kolumbii, był także m.in. mistrzem zakonnego nowicjatu, rektorem niższego seminarium w Yarumal oraz asystentem generała ksawerian.
17 stycznia 2006 papież Benedykt XVI mianował go biskupem nowo powstałej diecezji El Banco. Sakry biskupiej udzielił mu 25 lutego 2006 abp Beniamino Stella, ówczesny nuncjusz apostolski w Kolumbii.
Zmarł w Medellín 14 kwietnia 2013.